# 克里斯托瓦尔·奥尔特加
克里斯托瓦尔·奥尔特加（西班牙語：Cristóbal Ortega，1956年7月25日—2025年1月2日），墨西哥男子足球运动员，司职中场。他曾代表墨西哥国家队参加1978年和1986年国际足联世界杯，其中1978年世界杯止步小组赛阶段，1986年世界杯则止步八强赛。

## 荣誉

### 俱乐部荣誉
CF阿美利加
- 墨西哥超级联赛冠军：1975/76年度，1983/84年度，1984/85年度，Prode 1985年，1987/88年度，1988/89年度
- 墨西哥冠军杯：1976年，1988年，1989年
- 中北美洲及加勒比海冠军杯：1977年，1987年，1990年
- 美洲洲際盃（英语：Copa Interamericana）：1978年（英语：1978 Copa Interamericana），1991年（英语：1990 Copa Interamericana）

### 国家队荣誉
墨西哥
- 中北美洲及加勒比海足球锦标赛冠军：1977年